# Михнов (село)
Михнов (укр. Михнів) — село в Изяславском районе Хмельницкой области Украины.
Население по переписи 2001 года составляло 934 человека. Почтовый индекс — 30346. Телефонный код — 3852. Занимает площадь 3,122 км². Код КОАТУУ — 6822183901.
К северо-западу от села находится городище древнерусской Гнойницы, упомянутой в летописи под 1152 годом.

## Местный совет
30346, Хмельницкая обл., Изяславский р-н, с. Михнов, ул. Ленина, 54